# James Bond 007 (игра, 1983)
James Bond 007 — компьютерная игра в жанре сайд-скроллера, выпущенная в 1983 году, разработанная и изданная компанией Parker Brothers для таких платформ, как Atari 2600, Atari 5200, Atari 8-bit family, Commodore 64, и ColecoVision. В Японии игра распространялась компанией Tsukuda Original для платформы SG-1000. Игрок управляет специальным агентом британских спецслужб Джеймсом Бондом, сражающимся с различными врагами.

## Игровой процесс
Игра состоит из четырёх уровней. Игроку даётся возможность управлять персонажем Джеймсом Бондом. Также в распоряжении игрока имеется транспортное средство, которое совмещает в себе функции автомобиля, самолёта и подводной лодки. По мере прохождения уровня транспортное средство может двигаться влево и вправо, чтобы избегать препятствия, в то время как транспорт оснащён пулемётом и бомбами для противостояния противникам. Врагами главного героя на протяжении игрового процесса становятся лодки, водолазы, вертолёты, ракеты и мини-подводные лодки.
Четыре уровня игры в общих чертах основаны на локациях из фильмов о Джеймсе Бонде:
1. «Бриллианты навсегда» (1971); Игрок спасает Тиффани Кейс с нефтяной вышки.
2. «Шпион, который меня любил» (1977); Игрок разрушает подводную лабораторию.
3. «Лунный гонщик» (1979); Игрок уничтожает спутники.
4. «Только для твоих глаз» (1981); Игрок извлекает радиооборудование из затонувшей лодки.

## Разработка
Первоначально Чарли Хит работал над демо-версией игры, основанной на финальной сцене из фильма «Лунный гонщик». Так он сам описывал игру: «…вы находитесь в космосе на орбите Земли в космическом шаттле, преследуете капсулы биотеррористов и сбиваете их, прежде чем они распадутся в атмосфере, в то время как ваш шаттл и капсула подвергаются ударам при повторном входе в атмосферу. Вы видите что-то похожее на вращающуюся Землю, которая качается в нижней части экрана». Но игра не смогла произвести впечатление на остальных членов Parker Brothers. Хит покинул компанию в конце 1982 года, и копий его версии не сохранилось. В 1983 году новая версия игры под названием James Bond 007 As Seen in Octopussy разрабатывалась компанией Western Technologies, а её выпуск был запланирован на конец лета того же года для актуальных консолей Atari 2600 и Intellivision II. В основе игры должен был лежать сюжет тринадцатого по счёту фильма о Джеймсе Бонде «Осьминожка», в частности в игре должна была быть сцена с поездом из фильма. Готовый прототип игры был продемонстрирован на игровой выставке Electronic Fun Expo в 1983 году. Однако Western Technologies не удалось завершить игру, и Parker Brothers впоследствии наняли студию On Time Software для создания совершенно новой игры с иным названием. Джо Гоше работал в компании On Time Software и выступил ведущим программистом и дизайнером игры, которая обрела название James Bond 007. Таким образом James Bond 007 стала первой выпущенной официальной игрой о Джеймсе Бонде.

## Реакция критиков
Computer Games поставили оценку «A» версии игры для Atari 8-bit, отметив в своей рецензии «простую» графику и звук, которые смогли тем не менее создавать «интенсивные действия» на экране. Также рецензент отметил отсутствие отображения рекордной таблицы, но высоко оценили разнообразие миссий и оружия в игре, сказав, что игра является «исключительно сложным shoot ’em up. Также интересно иметь определённую цель в конце каждой миссии, а не просто стрелять во всё, что движется».
В ретроспективном обзоре AllGame Бретт Алан Вайсс дал версии для ColecoVision две звезды из пяти. Он написал, что в игре «так много недостатков, что это, пожалуй, худший картридж в библиотеке игр ColecoVision от компании Parker Brothers». Вайсс раскритиковал звуковые эффекты игры, её сложное управление и игровой процесс, её короткую продолжительность и большую часть графики, но отметил, что после освоения управления, на короткие промежутки времени игра становится приятной.